# Karl-Heinz Ahlheim
Karl-Heinz Ahlheim (Ginsheim-Gustavsburg, 13 giugno 1933 – 15 ottobre 1996) è stato un compositore di scacchi tedesco.
Compose diverse centinaia di problemi di vari generi: diretti in due, tre e più mosse, di aiutomatto e automatto. Ottenne molte premiazioni e undici suoi problemi furono pubblicati negli Album FIDE. Compose anche 14 studi. 
Dal 1959 fu membro della associazione problemistica Die Schwalbe.
Di professione Ahlheim fu caporedattore della casa editrice tedesca Bibliographisches Institut.
Nel 1975 pubblicò il libro Wie funktioniert das? Die Umwelt des Menschen. 
Un suo problema di matto in due mosse:
|   | a | b | c | d | e | f | g | h |   |
| 8 | f8 torre del bianco · e6 pedone del bianco · g6 pedone del nero · h6 pedone del nero · a5 donna del bianco · b5 alfiere del bianco · c5 re del bianco · g5 re del nero · d4 pedone del bianco · g4 pedone del nero · h4 torre del nero · h3 pedone del nero | f8 torre del bianco · e6 pedone del bianco · g6 pedone del nero · h6 pedone del nero · a5 donna del bianco · b5 alfiere del bianco · c5 re del bianco · g5 re del nero · d4 pedone del bianco · g4 pedone del nero · h4 torre del nero · h3 pedone del nero | f8 torre del bianco · e6 pedone del bianco · g6 pedone del nero · h6 pedone del nero · a5 donna del bianco · b5 alfiere del bianco · c5 re del bianco · g5 re del nero · d4 pedone del bianco · g4 pedone del nero · h4 torre del nero · h3 pedone del nero | f8 torre del bianco · e6 pedone del bianco · g6 pedone del nero · h6 pedone del nero · a5 donna del bianco · b5 alfiere del bianco · c5 re del bianco · g5 re del nero · d4 pedone del bianco · g4 pedone del nero · h4 torre del nero · h3 pedone del nero | f8 torre del bianco · e6 pedone del bianco · g6 pedone del nero · h6 pedone del nero · a5 donna del bianco · b5 alfiere del bianco · c5 re del bianco · g5 re del nero · d4 pedone del bianco · g4 pedone del nero · h4 torre del nero · h3 pedone del nero | f8 torre del bianco · e6 pedone del bianco · g6 pedone del nero · h6 pedone del nero · a5 donna del bianco · b5 alfiere del bianco · c5 re del bianco · g5 re del nero · d4 pedone del bianco · g4 pedone del nero · h4 torre del nero · h3 pedone del nero | f8 torre del bianco · e6 pedone del bianco · g6 pedone del nero · h6 pedone del nero · a5 donna del bianco · b5 alfiere del bianco · c5 re del bianco · g5 re del nero · d4 pedone del bianco · g4 pedone del nero · h4 torre del nero · h3 pedone del nero | f8 torre del bianco · e6 pedone del bianco · g6 pedone del nero · h6 pedone del nero · a5 donna del bianco · b5 alfiere del bianco · c5 re del bianco · g5 re del nero · d4 pedone del bianco · g4 pedone del nero · h4 torre del nero · h3 pedone del nero | 8 |
| 7 | f8 torre del bianco · e6 pedone del bianco · g6 pedone del nero · h6 pedone del nero · a5 donna del bianco · b5 alfiere del bianco · c5 re del bianco · g5 re del nero · d4 pedone del bianco · g4 pedone del nero · h4 torre del nero · h3 pedone del nero | f8 torre del bianco · e6 pedone del bianco · g6 pedone del nero · h6 pedone del nero · a5 donna del bianco · b5 alfiere del bianco · c5 re del bianco · g5 re del nero · d4 pedone del bianco · g4 pedone del nero · h4 torre del nero · h3 pedone del nero | f8 torre del bianco · e6 pedone del bianco · g6 pedone del nero · h6 pedone del nero · a5 donna del bianco · b5 alfiere del bianco · c5 re del bianco · g5 re del nero · d4 pedone del bianco · g4 pedone del nero · h4 torre del nero · h3 pedone del nero | f8 torre del bianco · e6 pedone del bianco · g6 pedone del nero · h6 pedone del nero · a5 donna del bianco · b5 alfiere del bianco · c5 re del bianco · g5 re del nero · d4 pedone del bianco · g4 pedone del nero · h4 torre del nero · h3 pedone del nero | f8 torre del bianco · e6 pedone del bianco · g6 pedone del nero · h6 pedone del nero · a5 donna del bianco · b5 alfiere del bianco · c5 re del bianco · g5 re del nero · d4 pedone del bianco · g4 pedone del nero · h4 torre del nero · h3 pedone del nero | f8 torre del bianco · e6 pedone del bianco · g6 pedone del nero · h6 pedone del nero · a5 donna del bianco · b5 alfiere del bianco · c5 re del bianco · g5 re del nero · d4 pedone del bianco · g4 pedone del nero · h4 torre del nero · h3 pedone del nero | f8 torre del bianco · e6 pedone del bianco · g6 pedone del nero · h6 pedone del nero · a5 donna del bianco · b5 alfiere del bianco · c5 re del bianco · g5 re del nero · d4 pedone del bianco · g4 pedone del nero · h4 torre del nero · h3 pedone del nero | f8 torre del bianco · e6 pedone del bianco · g6 pedone del nero · h6 pedone del nero · a5 donna del bianco · b5 alfiere del bianco · c5 re del bianco · g5 re del nero · d4 pedone del bianco · g4 pedone del nero · h4 torre del nero · h3 pedone del nero | 7 |
| 6 | f8 torre del bianco · e6 pedone del bianco · g6 pedone del nero · h6 pedone del nero · a5 donna del bianco · b5 alfiere del bianco · c5 re del bianco · g5 re del nero · d4 pedone del bianco · g4 pedone del nero · h4 torre del nero · h3 pedone del nero | f8 torre del bianco · e6 pedone del bianco · g6 pedone del nero · h6 pedone del nero · a5 donna del bianco · b5 alfiere del bianco · c5 re del bianco · g5 re del nero · d4 pedone del bianco · g4 pedone del nero · h4 torre del nero · h3 pedone del nero | f8 torre del bianco · e6 pedone del bianco · g6 pedone del nero · h6 pedone del nero · a5 donna del bianco · b5 alfiere del bianco · c5 re del bianco · g5 re del nero · d4 pedone del bianco · g4 pedone del nero · h4 torre del nero · h3 pedone del nero | f8 torre del bianco · e6 pedone del bianco · g6 pedone del nero · h6 pedone del nero · a5 donna del bianco · b5 alfiere del bianco · c5 re del bianco · g5 re del nero · d4 pedone del bianco · g4 pedone del nero · h4 torre del nero · h3 pedone del nero | f8 torre del bianco · e6 pedone del bianco · g6 pedone del nero · h6 pedone del nero · a5 donna del bianco · b5 alfiere del bianco · c5 re del bianco · g5 re del nero · d4 pedone del bianco · g4 pedone del nero · h4 torre del nero · h3 pedone del nero | f8 torre del bianco · e6 pedone del bianco · g6 pedone del nero · h6 pedone del nero · a5 donna del bianco · b5 alfiere del bianco · c5 re del bianco · g5 re del nero · d4 pedone del bianco · g4 pedone del nero · h4 torre del nero · h3 pedone del nero | f8 torre del bianco · e6 pedone del bianco · g6 pedone del nero · h6 pedone del nero · a5 donna del bianco · b5 alfiere del bianco · c5 re del bianco · g5 re del nero · d4 pedone del bianco · g4 pedone del nero · h4 torre del nero · h3 pedone del nero | f8 torre del bianco · e6 pedone del bianco · g6 pedone del nero · h6 pedone del nero · a5 donna del bianco · b5 alfiere del bianco · c5 re del bianco · g5 re del nero · d4 pedone del bianco · g4 pedone del nero · h4 torre del nero · h3 pedone del nero | 6 |
| 5 | f8 torre del bianco · e6 pedone del bianco · g6 pedone del nero · h6 pedone del nero · a5 donna del bianco · b5 alfiere del bianco · c5 re del bianco · g5 re del nero · d4 pedone del bianco · g4 pedone del nero · h4 torre del nero · h3 pedone del nero | f8 torre del bianco · e6 pedone del bianco · g6 pedone del nero · h6 pedone del nero · a5 donna del bianco · b5 alfiere del bianco · c5 re del bianco · g5 re del nero · d4 pedone del bianco · g4 pedone del nero · h4 torre del nero · h3 pedone del nero | f8 torre del bianco · e6 pedone del bianco · g6 pedone del nero · h6 pedone del nero · a5 donna del bianco · b5 alfiere del bianco · c5 re del bianco · g5 re del nero · d4 pedone del bianco · g4 pedone del nero · h4 torre del nero · h3 pedone del nero | f8 torre del bianco · e6 pedone del bianco · g6 pedone del nero · h6 pedone del nero · a5 donna del bianco · b5 alfiere del bianco · c5 re del bianco · g5 re del nero · d4 pedone del bianco · g4 pedone del nero · h4 torre del nero · h3 pedone del nero | f8 torre del bianco · e6 pedone del bianco · g6 pedone del nero · h6 pedone del nero · a5 donna del bianco · b5 alfiere del bianco · c5 re del bianco · g5 re del nero · d4 pedone del bianco · g4 pedone del nero · h4 torre del nero · h3 pedone del nero | f8 torre del bianco · e6 pedone del bianco · g6 pedone del nero · h6 pedone del nero · a5 donna del bianco · b5 alfiere del bianco · c5 re del bianco · g5 re del nero · d4 pedone del bianco · g4 pedone del nero · h4 torre del nero · h3 pedone del nero | f8 torre del bianco · e6 pedone del bianco · g6 pedone del nero · h6 pedone del nero · a5 donna del bianco · b5 alfiere del bianco · c5 re del bianco · g5 re del nero · d4 pedone del bianco · g4 pedone del nero · h4 torre del nero · h3 pedone del nero | f8 torre del bianco · e6 pedone del bianco · g6 pedone del nero · h6 pedone del nero · a5 donna del bianco · b5 alfiere del bianco · c5 re del bianco · g5 re del nero · d4 pedone del bianco · g4 pedone del nero · h4 torre del nero · h3 pedone del nero | 5 |
| 4 | f8 torre del bianco · e6 pedone del bianco · g6 pedone del nero · h6 pedone del nero · a5 donna del bianco · b5 alfiere del bianco · c5 re del bianco · g5 re del nero · d4 pedone del bianco · g4 pedone del nero · h4 torre del nero · h3 pedone del nero | f8 torre del bianco · e6 pedone del bianco · g6 pedone del nero · h6 pedone del nero · a5 donna del bianco · b5 alfiere del bianco · c5 re del bianco · g5 re del nero · d4 pedone del bianco · g4 pedone del nero · h4 torre del nero · h3 pedone del nero | f8 torre del bianco · e6 pedone del bianco · g6 pedone del nero · h6 pedone del nero · a5 donna del bianco · b5 alfiere del bianco · c5 re del bianco · g5 re del nero · d4 pedone del bianco · g4 pedone del nero · h4 torre del nero · h3 pedone del nero | f8 torre del bianco · e6 pedone del bianco · g6 pedone del nero · h6 pedone del nero · a5 donna del bianco · b5 alfiere del bianco · c5 re del bianco · g5 re del nero · d4 pedone del bianco · g4 pedone del nero · h4 torre del nero · h3 pedone del nero | f8 torre del bianco · e6 pedone del bianco · g6 pedone del nero · h6 pedone del nero · a5 donna del bianco · b5 alfiere del bianco · c5 re del bianco · g5 re del nero · d4 pedone del bianco · g4 pedone del nero · h4 torre del nero · h3 pedone del nero | f8 torre del bianco · e6 pedone del bianco · g6 pedone del nero · h6 pedone del nero · a5 donna del bianco · b5 alfiere del bianco · c5 re del bianco · g5 re del nero · d4 pedone del bianco · g4 pedone del nero · h4 torre del nero · h3 pedone del nero | f8 torre del bianco · e6 pedone del bianco · g6 pedone del nero · h6 pedone del nero · a5 donna del bianco · b5 alfiere del bianco · c5 re del bianco · g5 re del nero · d4 pedone del bianco · g4 pedone del nero · h4 torre del nero · h3 pedone del nero | f8 torre del bianco · e6 pedone del bianco · g6 pedone del nero · h6 pedone del nero · a5 donna del bianco · b5 alfiere del bianco · c5 re del bianco · g5 re del nero · d4 pedone del bianco · g4 pedone del nero · h4 torre del nero · h3 pedone del nero | 4 |
| 3 | f8 torre del bianco · e6 pedone del bianco · g6 pedone del nero · h6 pedone del nero · a5 donna del bianco · b5 alfiere del bianco · c5 re del bianco · g5 re del nero · d4 pedone del bianco · g4 pedone del nero · h4 torre del nero · h3 pedone del nero | f8 torre del bianco · e6 pedone del bianco · g6 pedone del nero · h6 pedone del nero · a5 donna del bianco · b5 alfiere del bianco · c5 re del bianco · g5 re del nero · d4 pedone del bianco · g4 pedone del nero · h4 torre del nero · h3 pedone del nero | f8 torre del bianco · e6 pedone del bianco · g6 pedone del nero · h6 pedone del nero · a5 donna del bianco · b5 alfiere del bianco · c5 re del bianco · g5 re del nero · d4 pedone del bianco · g4 pedone del nero · h4 torre del nero · h3 pedone del nero | f8 torre del bianco · e6 pedone del bianco · g6 pedone del nero · h6 pedone del nero · a5 donna del bianco · b5 alfiere del bianco · c5 re del bianco · g5 re del nero · d4 pedone del bianco · g4 pedone del nero · h4 torre del nero · h3 pedone del nero | f8 torre del bianco · e6 pedone del bianco · g6 pedone del nero · h6 pedone del nero · a5 donna del bianco · b5 alfiere del bianco · c5 re del bianco · g5 re del nero · d4 pedone del bianco · g4 pedone del nero · h4 torre del nero · h3 pedone del nero | f8 torre del bianco · e6 pedone del bianco · g6 pedone del nero · h6 pedone del nero · a5 donna del bianco · b5 alfiere del bianco · c5 re del bianco · g5 re del nero · d4 pedone del bianco · g4 pedone del nero · h4 torre del nero · h3 pedone del nero | f8 torre del bianco · e6 pedone del bianco · g6 pedone del nero · h6 pedone del nero · a5 donna del bianco · b5 alfiere del bianco · c5 re del bianco · g5 re del nero · d4 pedone del bianco · g4 pedone del nero · h4 torre del nero · h3 pedone del nero | f8 torre del bianco · e6 pedone del bianco · g6 pedone del nero · h6 pedone del nero · a5 donna del bianco · b5 alfiere del bianco · c5 re del bianco · g5 re del nero · d4 pedone del bianco · g4 pedone del nero · h4 torre del nero · h3 pedone del nero | 3 |
| 2 | f8 torre del bianco · e6 pedone del bianco · g6 pedone del nero · h6 pedone del nero · a5 donna del bianco · b5 alfiere del bianco · c5 re del bianco · g5 re del nero · d4 pedone del bianco · g4 pedone del nero · h4 torre del nero · h3 pedone del nero | f8 torre del bianco · e6 pedone del bianco · g6 pedone del nero · h6 pedone del nero · a5 donna del bianco · b5 alfiere del bianco · c5 re del bianco · g5 re del nero · d4 pedone del bianco · g4 pedone del nero · h4 torre del nero · h3 pedone del nero | f8 torre del bianco · e6 pedone del bianco · g6 pedone del nero · h6 pedone del nero · a5 donna del bianco · b5 alfiere del bianco · c5 re del bianco · g5 re del nero · d4 pedone del bianco · g4 pedone del nero · h4 torre del nero · h3 pedone del nero | f8 torre del bianco · e6 pedone del bianco · g6 pedone del nero · h6 pedone del nero · a5 donna del bianco · b5 alfiere del bianco · c5 re del bianco · g5 re del nero · d4 pedone del bianco · g4 pedone del nero · h4 torre del nero · h3 pedone del nero | f8 torre del bianco · e6 pedone del bianco · g6 pedone del nero · h6 pedone del nero · a5 donna del bianco · b5 alfiere del bianco · c5 re del bianco · g5 re del nero · d4 pedone del bianco · g4 pedone del nero · h4 torre del nero · h3 pedone del nero | f8 torre del bianco · e6 pedone del bianco · g6 pedone del nero · h6 pedone del nero · a5 donna del bianco · b5 alfiere del bianco · c5 re del bianco · g5 re del nero · d4 pedone del bianco · g4 pedone del nero · h4 torre del nero · h3 pedone del nero | f8 torre del bianco · e6 pedone del bianco · g6 pedone del nero · h6 pedone del nero · a5 donna del bianco · b5 alfiere del bianco · c5 re del bianco · g5 re del nero · d4 pedone del bianco · g4 pedone del nero · h4 torre del nero · h3 pedone del nero | f8 torre del bianco · e6 pedone del bianco · g6 pedone del nero · h6 pedone del nero · a5 donna del bianco · b5 alfiere del bianco · c5 re del bianco · g5 re del nero · d4 pedone del bianco · g4 pedone del nero · h4 torre del nero · h3 pedone del nero | 2 |
| 1 | f8 torre del bianco · e6 pedone del bianco · g6 pedone del nero · h6 pedone del nero · a5 donna del bianco · b5 alfiere del bianco · c5 re del bianco · g5 re del nero · d4 pedone del bianco · g4 pedone del nero · h4 torre del nero · h3 pedone del nero | f8 torre del bianco · e6 pedone del bianco · g6 pedone del nero · h6 pedone del nero · a5 donna del bianco · b5 alfiere del bianco · c5 re del bianco · g5 re del nero · d4 pedone del bianco · g4 pedone del nero · h4 torre del nero · h3 pedone del nero | f8 torre del bianco · e6 pedone del bianco · g6 pedone del nero · h6 pedone del nero · a5 donna del bianco · b5 alfiere del bianco · c5 re del bianco · g5 re del nero · d4 pedone del bianco · g4 pedone del nero · h4 torre del nero · h3 pedone del nero | f8 torre del bianco · e6 pedone del bianco · g6 pedone del nero · h6 pedone del nero · a5 donna del bianco · b5 alfiere del bianco · c5 re del bianco · g5 re del nero · d4 pedone del bianco · g4 pedone del nero · h4 torre del nero · h3 pedone del nero | f8 torre del bianco · e6 pedone del bianco · g6 pedone del nero · h6 pedone del nero · a5 donna del bianco · b5 alfiere del bianco · c5 re del bianco · g5 re del nero · d4 pedone del bianco · g4 pedone del nero · h4 torre del nero · h3 pedone del nero | f8 torre del bianco · e6 pedone del bianco · g6 pedone del nero · h6 pedone del nero · a5 donna del bianco · b5 alfiere del bianco · c5 re del bianco · g5 re del nero · d4 pedone del bianco · g4 pedone del nero · h4 torre del nero · h3 pedone del nero | f8 torre del bianco · e6 pedone del bianco · g6 pedone del nero · h6 pedone del nero · a5 donna del bianco · b5 alfiere del bianco · c5 re del bianco · g5 re del nero · d4 pedone del bianco · g4 pedone del nero · h4 torre del nero · h3 pedone del nero | f8 torre del bianco · e6 pedone del bianco · g6 pedone del nero · h6 pedone del nero · a5 donna del bianco · b5 alfiere del bianco · c5 re del bianco · g5 re del nero · d4 pedone del bianco · g4 pedone del nero · h4 torre del nero · h3 pedone del nero | 1 |
|   | a | b | c | d | e | f | g | h |   |

Soluzione:
Tentativi: 1. Rc4? ...g3! 

1. Rb4/b6/c6? ...h5! 
 1. Rd6 !  [2. A~#] 

1. ...g3  2. Ae2# 

1. ...h5  2. Dd2# 

1. ...Th5  2. Dd8# 